# Lappeenranta (stacja kolejowa)
Lappeenranta (fiń. Lappeenrannan rautatieasema) – stacja kolejowa w Lappeenranta, w prowincji Finlandia Południowa, w Finlandii. Obsługuje połączenia kolejowe do Helsinek i Joensuu.